# Peaceful Valley (Washington)
Peaceful Valley  est une census-designated place américaine de l'État de Washington dans le comté de Whatcom. 
La population était de 3 324 habitants en 2010.